# Timothy Liljegren
Timothy Liljegren (* 30. April 1999 in Kristianstad) ist ein schwedisch-US-amerikanischer Eishockeyspieler, der seit Oktober 2024 bei den San Jose Sharks in der National Hockey League unter Vertrag steht. Zuvor verbrachte der Verteidiger über sieben Jahre in der Organisation der Toronto Maple Leafs.

## Karriere
Timothy Liljegren begann seine Karriere in seiner Heimatstadt bei Kristianstads IK. 2013 wechselte er zu Rögle BK und spielte für die dortigen Nachwuchsmannschaften. 2015 kam er erstmals in der J20 SuperElit zum Einsatz. Am 3. Dezember 2015 gab er mit 16 Jahren sein Debüt in der Svenska Hockeyligan und konnte einen Assist erzielen. Am 24. Februar 2016 erzielte er sein erstes Tor im Spiel gegen den Linköping HC. Insgesamt spielte er 19 Spiele in seiner ersten Saison in Schwedens höchster Liga und verlängerte anschließend seinen Vertrag um zwei Jahre. In der Spielzeit 2016/17 kam der Verteidiger erstmals überwiegend bei den Herren zum Einsatz; zudem spielte er kurzzeitig auf Leihbasis beim Timrå IK in der zweitklassigen Allsvenskan.
Im NHL Entry Draft 2017 wurde er an 17. Position von den Toronto Maple Leafs ausgewählt, die ihn wenige Wochen später mit einem Einstiegsvertrag ausstatteten. Im Rahmen der Vorbereitung auf die Spielzeit 2017/18 gaben die Maple Leafs den Verteidiger allerdings vorerst an ihr Farmteam ab, die Toronto Marlies aus der American Hockey League (AHL). Mit den Marlies gewann er am Ende der Saison den Calder Cup. Ebenfalls 2017 war er beim CHL Import Draft von Niagara IceDogs in der ersten Runde als insgesamt 13. Spieler gezogen worden, diese kamen aber wegen der Rechte der Maple Leafs nicht zum Zuge.
Nach etwa zweieinhalb Jahren in der AHL wurde Liljegren Mitte Januar 2020 erstmals ins Aufgebot der Maple Leafs berufen und debütierte wenig später in der National Hockey League (NHL). Zur Saison 2021/22 etablierte er sich in Torontos NHL-Aufgebot.
Nach über sieben Jahren bei den Maple Leafs wurde er im Oktober 2024 an die San Jose Sharks abgegeben. Im Gegenzug wechselten Matt Benning, ein konditionales Drittrunden-Wahlrecht im NHL Entry Draft 2025 sowie ein Sechstrunden-Wahlrecht im NHL Entry Draft 2026 nach Toronto.

### International
Liljegren spielte sein erstes internationales Turnier für Schweden bei der World U-17 Hockey Challenge 2015. Im April 2016 gewann er mit Schweden die Silbermedaille bei der U18-Junioren-Weltmeisterschaft 2016 sowie im Januar 2018 bei der U20-Junioren-Weltmeisterschaft 2018. Sein erstes großes, internationales Turnier für die A-Nationalmannschaft bestritt er mit der Weltmeisterschaft 2023.

## Erfolge und Auszeichnungen
- 2018 Calder-Cup-Gewinn mit den Toronto Marlies
- 2020 Teilnahme am AHL All-Star Classic

### International
- 2015 All-Star Team der World U-17 Hockey Challenge
- 2015 Bronzemedaille bei der World U-17 Hockey Challenge
- 2016 Silbermedaille bei der U18-Junioren-Weltmeisterschaft
- 2018 Silbermedaille bei der U20-Junioren-Weltmeisterschaft

## Karrierestatistik
Stand: Ende der Saison 2024/25

### International
Vertrat Schweden bei:
| - World U-17 Hockey Challenge 2015 - U18-Junioren-Weltmeisterschaft 2016 - Ivan Hlinka Memorial Tournament 2016 | - U20-Junioren-Weltmeisterschaft 2018 - Weltmeisterschaft 2023 |

(Legende zur Spielerstatistik: Sp oder GP = absolvierte Spiele; T oder G = erzielte Tore; V oder A = erzielte Assists; Pkt oder Pts = erzielte Scorerpunkte; SM oder PIM = erhaltene Strafminuten; +/− = Plus/Minus-Bilanz; PP = erzielte Überzahltore; SH = erzielte Unterzahltore; GW = erzielte Siegtore; 1 Play-downs/Relegation; Kursiv: Statistik nicht vollständig)

## Persönliches
Neben der schwedischen besitzt Liljegren auch die Staatsbürgerschaft der Vereinigten Staaten, da sein Vater aus New Jersey stammt.